# Караславов, Георгий

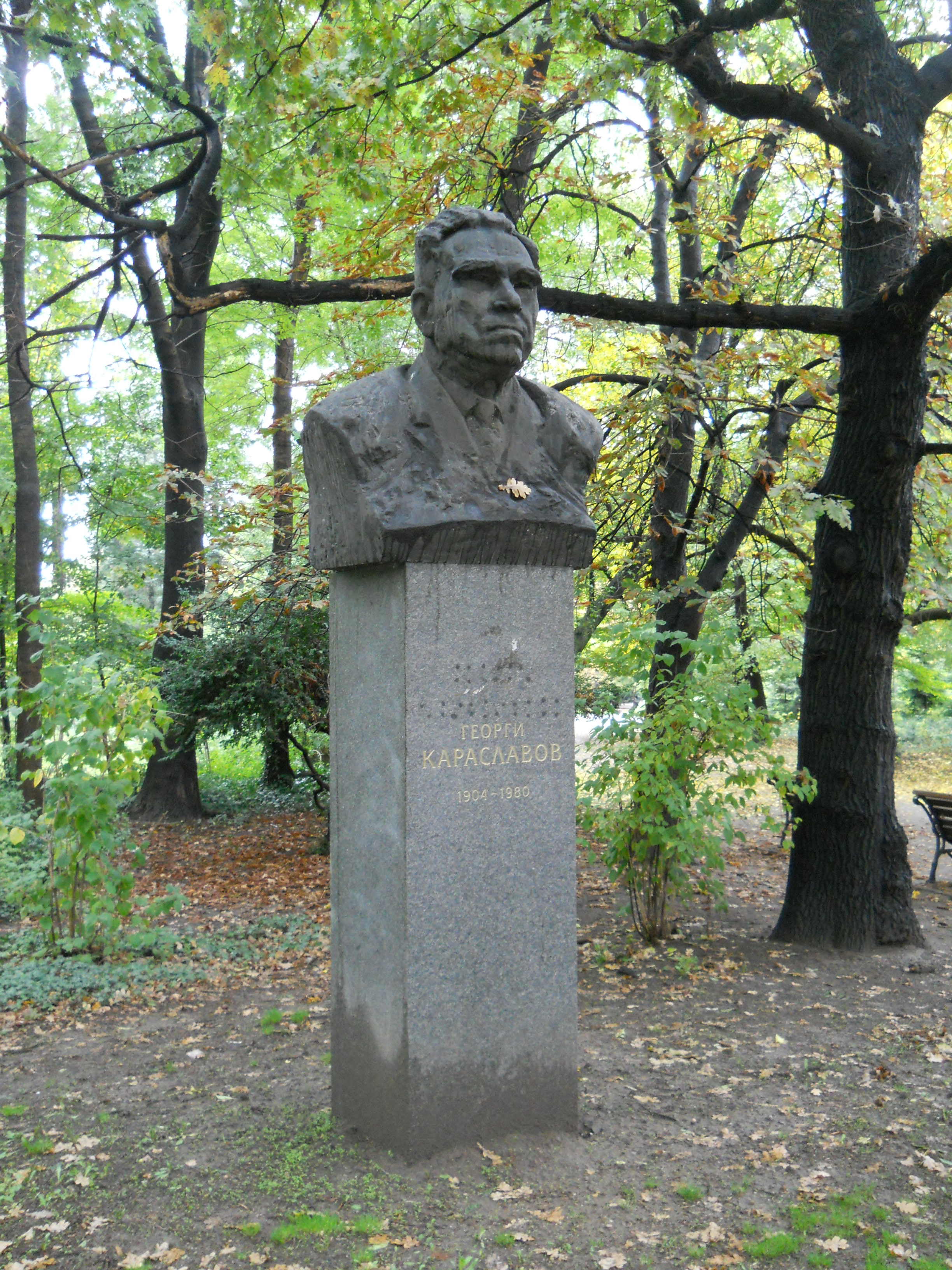
Бюст писателя Г. Караславова в Софии

Георгий Славов Караславов (болг. Георги Славов Караславов; 12 января 1904, с. Дебыр Пловдивского округа (ныне часть г. Первомай, Пловдивской области, Болгарии) — 26 января 1980, София) — болгарский писатель, драматург, общественный деятель, академик Болгарской академии наук (1961). Народный деятель культуры НРБ (1963). Герой Народной Республики Болгария, дважды Герой Социалистического Труда (НРБ). Лауреат Димитровской премии (1950 и 1959).

## Биография
Член Болгарского комсомола с 1922 и Болгарской компартии с 1924 года. Участник Сентябрьского восстания в 1923 г.
В 1924 окончил педагогическое училище в Казанлыке. В 1924—1925 учительствовал в родном селе, за коммунистическую деятельность был уволен с работы.
В 1925—1928 изучал агрономию в Софийском университете, но за организацию студенческой забастовки исключен. Продолжил образование в Праге (1929—1930), работал строительным рабочим, в 1930 окончил учебу в Софийском университете.
Добровольцем участвовал во Второй мировой войне.
Народный представитель (депутат) с I по VII Народное собрание Болгарии от Пловдива и области. Заместитель председателя Президиума и член Президиума Народного собрания НРБ (1950—1962). Член ЦК БКП с 1958 г.
В 1947—1949 гг. — директор Народного театра в Софии (болг. Народен театър «Иван Вазов»), главный редактор журнала «Септември» (1952—1958).
Главный секретарь и председатель Союза болгарских писателей (1958—1962).

## Творчество
Караславов — один из главных творцов болгарской социально-реалистической литературы, произведения которого переведены и изданы во многих странах мира. Признанный теоретик современной болгарской культуры.
Дебют писателя состоялся в 1919 году. Сотрудничал в антифашистской и пролетарской печати.
Первые сборники рассказов Караславов ‒ «Беспризорники» (1926), «Свирель плачет» (1927), «На посту» (1932) и повесть «Селькор» (1933) ‒ вводят в мир сельской жизни Болгарии, исполненной социальной борьбы.
В романах «Дурман» (1938, рус. пер. 1958), «Сноха» (1942) содержатся реалистичные картины жизни болгарской деревни в годы монархо-фашистского режима. Цикл романов «Простые люди» (книги 1‒4, 1951‒1966) даёт эпическую картину жизни болгарского народа со времени Первой мировой войны 1914‒1918 до середины 1920-х гг.
Он также автор пьес, повестей и романов для юношества, литературно-критических и биографических очерков о болгарских писателях (сборник «Близкие и знакомые. Мысли и воспоминания», 1968).

## Награды
- Герой Народной Республики Болгария (1974)
- Герой Социалистического Труда (НРБ) (дважды, 1959 и 1964)
- Орден «Георгий Димитров» (трижды 1959, 1964, 1974)
- Димитровская премия (1950 и 1959)